# Fredrik Lööf
Max Emil Fredrik Lööf (Kristinehamn, 13 dicembre 1969) è un ex velista svedese.

## Palmarès

### Olimpiadi
- 3 medaglie:
  - 1 oro (Londra 2012 nella classe Star)
  - 2 bronzi (Sydney 2000 nella classe Star; Pechino 2008 nella classe Star)

### Mondiali
- 10 medaglie:
  - 5 ori (Pärnu 1994 nella classe Finn; Gdańsk 1997 nella classe Finn; Melbourne 1999 nella classe Finn; Medemblik 2001 nella classe Star; Gaeta 2004 nella classe Star)
  - 4 argenti (Bangor 1993 nella classe Finn; Melbourne 1995 nella classe Finn; Atene 1998 nella classe Finn; Cadice 2003 nella classe Star)
  - 1 bronzo (La Rochelle 1996 nella classe Finn)